# Кочкарське ТВ
Кочкарське ТВ (рос. КОЧКАРЬСКОЕ ЛО, Кочкарьлаг) — табірне відділення, що діяло в структурі Головного управління виправно-трудових таборів Народного комісаріату внутрішніх справ СРСР (ГУЛАГ).
Організоване 14.07.47;

закрите 20.05.52 (з/к передані у Березовське ТВ Уральського ВТТ СГУ (Спеціального головного управління).

## Підпорядкування і дислокація
- СГУ, у складі УВТТК УМВС по Челябінській обл. з 14.07.47.

Дислокація: Челябінська область, м. Пласт ;

Челябінська обл., с. Кочкар

## Виконувані роботи
- обслуговування робіт комбінату «Кочкарьзолото»

## Чисельність з/к
- проектований ліміт наповнення в 1947 р — 600 чол., з подальшим доведенням до 1500 чол.